# 12749 Odokaigan
12749 Odokaigan este o planetă minoră (asteroid), cu un diametru de 3,257 km, din centura de asteroizi. A fost descoperită pe 2 februarie 1993 la Geisei⁠(d) de Tsutomu Seki. 
Obiectul prezintă o orbită caracterizată de o semiaxă mare de 2,3393292 UAi, o excentricitate de 0,13, o înclinație de 5,43557 ° în raport cu ecliptica.